# Lago de Lesina
O Lago de Lesina (em italiano: Lago di Lesina) é um lago costeiro da Itália, sendo o segundo maior lago da Itália Meridional, após o Lago de Varano, e localizado no norte da região da Apulia na província de Foggia, entre o Tavoliere e o Gargano. É um lago do tipo lagoa conectado com o Mar Adriático por dois canais.